# Musa shankarii
Musa shankarii är en enhjärtbladig växtart som beskrevs av Subba Rao och Gorti Raghawa(Raghava) Kumari. Musa shankarii ingår i släktet bananer, och familjen bananväxter. Inga underarter finns listade i Catalogue of Life.